# سونغ مين
سونغ مين (الكورية: 성민) هو سباح كوري الجنوبي، ولد في 15 أكتوبر 1982 في سيرريتوس في الولايات المتحدة.

## وصلات خارجية
- سونغ مين على موقع أوليمبيديا (الإنجليزية)